# Australian Championships 1931
Turniej tenisowy Australian Championships, dziś znany jako wielkoszlemowy Australian Open, rozegrano w 1931 roku w Sydney w dniach 27 lutego – 8 marca. Była to 24. edycja rozgrywek u mężczyzn, a 10. edycja u kobiet.

## Zwycięzcy

### Gra pojedyncza mężczyzn
- Jack Crawford (AUS) – Harry Hopman (AUS) 6:4, 6:2, 2:6, 6:1

### Gra pojedyncza kobiet
- Coral McInnes Buttsworth (AUS) – Marjorie Cox Crawford (AUS) 1:6, 6:3, 6:4

### Gra podwójna mężczyzn
- Charles Donohoe (AUS)/Ray Dunlop (AUS) – Jack Crawford (AUS)/Harry Hopman (AUS) 8:6, 6:2, 5:7, 7:9, 6:4

### Gra podwójna kobiet
- Daphne Akhurst Cozens (AUS)/Louie Bickerton (AUS) – Nell Lloyd (AUS)/Lorna Utz (AUS) 6:0, 6:4

### Gra mieszana
- Marjorie Cox Crawford (AUS)/Jack Crawford (AUS) – Emily Hood Westacott (AUS)/Aubrey Willard (AUS) 7:5, 6:4